# Люк Фераррі
Люк Феррарі (фр. Luc Ferrari; 5 лютого 1929, Париж — 22 серпня 2005, Ареццо) — французький композитор італійського походження. Разом з П'єром Шеффером в 1958 році заснував студію GRM, в 1965 році зняв серію документальних фільмів про Мессіана, Штокгаузена, Шерхена та інших. Люк Феррарі є лауреатом численних премій, в тому числі гран-прі міністерства культури Франції. У 1982 році організував асоціацію «La Muse en Circuit» для популяризації радіофонічної та електроакустичної музики, в 1996 році відкрив домашню студію.

## Біографія
Феррарі народився в Парижі. З раннього дитинства навчався музиці. Брав уроки гри на фортепіано у Альфреда Корто, уроки музичного аналізу в Олів'є Мессіана і композиції у Артура Онеґґера. В юному віці він захворів на туберкульоз, що змусило його покинути-перервати кар'єру піаніста. З того часу він зосереджується на написанні музики. Під час цієї хвороби він мав можливість ознайомитися з радіоприймачем, а також творчістю Шенберга, Веберна, Берга. Його перші твори були атональними.
В 1954 році Феррарі вирушає до Сполучених Штатів для зустрічі з Едґаром Варезом, твори якого справили на нього значне враження, вперше по радіо він почув твір Вареза «Déserts». Цей твір мав великий вплив на Феррарі і став натхненням у використанні магнітної стрічки у власній музиці. У 1958 році разом з П'єром Шеффером та Франсуа-Бернаром Маше заснували  «Groupe de Recherches Musicales». Протягом всього життя працював у театрі, кіно, радіо, займався педагогічною діяльністю у різних інститутах по всьому світу. Напередодні 1960 року Феррарі почав роботу над «Hétérozygote», витвір для магнітної стрічки, яка використовує навколишні звуки довкілля, щоб надати драматичного відтінку творам оповідання.  Використання зовнішніх записів повинно було стати відмінною частиною музичної мови Феррарі.
«Presque rien No. 1 'Le Lever du jour au bord de la mer» (1970) вважається класикою у своєму роді. В цілому творі Феррарі проводить записи щоденних звуків довкілля на югославському пляжі. За допомогою редагування створює твір, який триває всього двадцять одну хвилину. Цей твір було визначено як підтвердження щодо ідей Джона Кейджа, які полягають у тому, що музика завжди навколо нас, і якщо ми припиняємо слухати її, ми усвідомлюємо це. Феррарі продовжував писати виключно інструментальну музику, а також його твори для стрічок. Він також зробив ряд документальних фільмів про сучасних композиторів на репетиціях, в тому числі Олів'є Мессіана і Карлхайнц Штокгаузена. Феррарі помер 22 серпня 2005 року в Ареццо, Італії у віці 76 років.